# Ski Nordisch

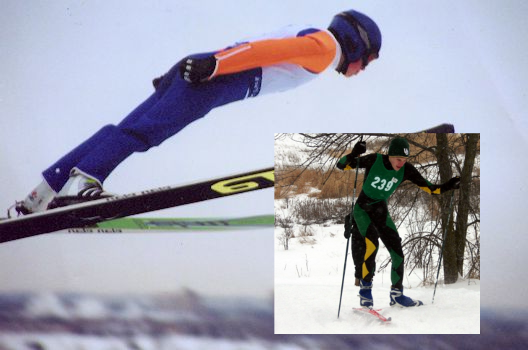
Ski Nordisch

Ski Nordisch ist ein Sammelbegriff für die in Skandinavien entstandenen Skisportarten:
- Skilanglauf
- Skispringen
- Nordische Kombination, die Kombination aus Skisprung und Langlauf
- Biathlon, die Kombination aus Langlauf und Sportschießen

Seit 1924 werden Weltmeisterschaften in den nordischen Disziplinen durchgeführt.
Biathlon beinhaltet zwar Skilanglauf und ist somit auch eine nordische Skisportart, zählt jedoch organisatorisch auf der internationalen Ebene und in Skandinavien nicht zu den nordischen Disziplinen – deshalb auch nicht zu den Nordischen Ski-WM, Junioren-Ski-WM und Europameisterschaften –, da nicht vom Weltskiverband FIS mit Sitz in der Schweiz, sondern von der Internationalen Biathlon-Union (IBU) mit Sitz in Österreich organisiert. In den meisten Ländern außerhalb Skandinaviens wird hingegen Biathlon vom jeweiligen nationalen Skiverband organisiert, so in Deutschland, Österreich, der Schweiz, aber auch Italien, Frankreich usw.